# ゲット・エド
ゲット・エド（Get Ed）は、2005年9月19日から2006年4月24日までトゥーン・ディズニーとABC Familyで放送されたアメリカ合衆国のテレビアニメ。
日本では2005年12月2日から2009年8月1日までトゥーン・ディズニー→ディズニーXD、2006年4月14日(第1話・第2話の先行放送は4月7日)からディズニーチャンネルで放送された。

## キャラクター
エド
声 - 石田彰、英 - リオン・スミス
バーン
声 - 川島得愛、英 - L・ディーン・イフィル
ディーツ
声 -  瀬那歩美、英 - メーガン・ファーレンボック
フィズ
声 - 恒松あゆみ、英 - ベイリー・ストッカー
ルーギー
声 -  成瀬誠、英 - ピーター・カグノ
ホン博士
声 - 白熊寛嗣、英 - スティーヴン・マクハティ
ベドラム
声 - 若本規夫、英 - ジェイミー・ワトソン
DJダイヴ
声 - 恒松あゆみ、英 - ヘザー・バンブリック
Drピンチ
声 - 成瀬誠、英 - ?

## エピソード
| # | エピソード             | 原題 |
| - | ---------------------- | ---- |
| 1 | スラマーを渡すな！     |      |
| 2 | 太陽を運べ!?           |      |
| 3 | 巨大恐竜オムニレックス |      |
| 4 | 相棒トーチ             |      |
| 5 | ゼロは友だち！         |      |
| 6 | バーンを救え！         |      |
| 7 | 新しい力オプティゴク   |      |

## 日本語版スタッフ
- 翻訳 - 富田美恵子、村上美智子
- 演出 - 中野洋志
- 音楽演出 - 市之瀬洋一
- 録音制作 - ACクリエイト[3]
- オープニングテーマ - 立花敏弘、岡崎昌幸

## 主題歌
オープニングテーマ「Here I am」
歌 - HIGH and MIGHTY COLOR
エンディングテーマ「水玉ラムネ」
歌 - HIGH and MIGHTY COLOR